# Conceição da Aparecida
Conceição da Aparecida este un oraș în unitatea federativă Minas Gerais (MG), Brazilia.